# Золота лихоманка каньйону Фрейзер

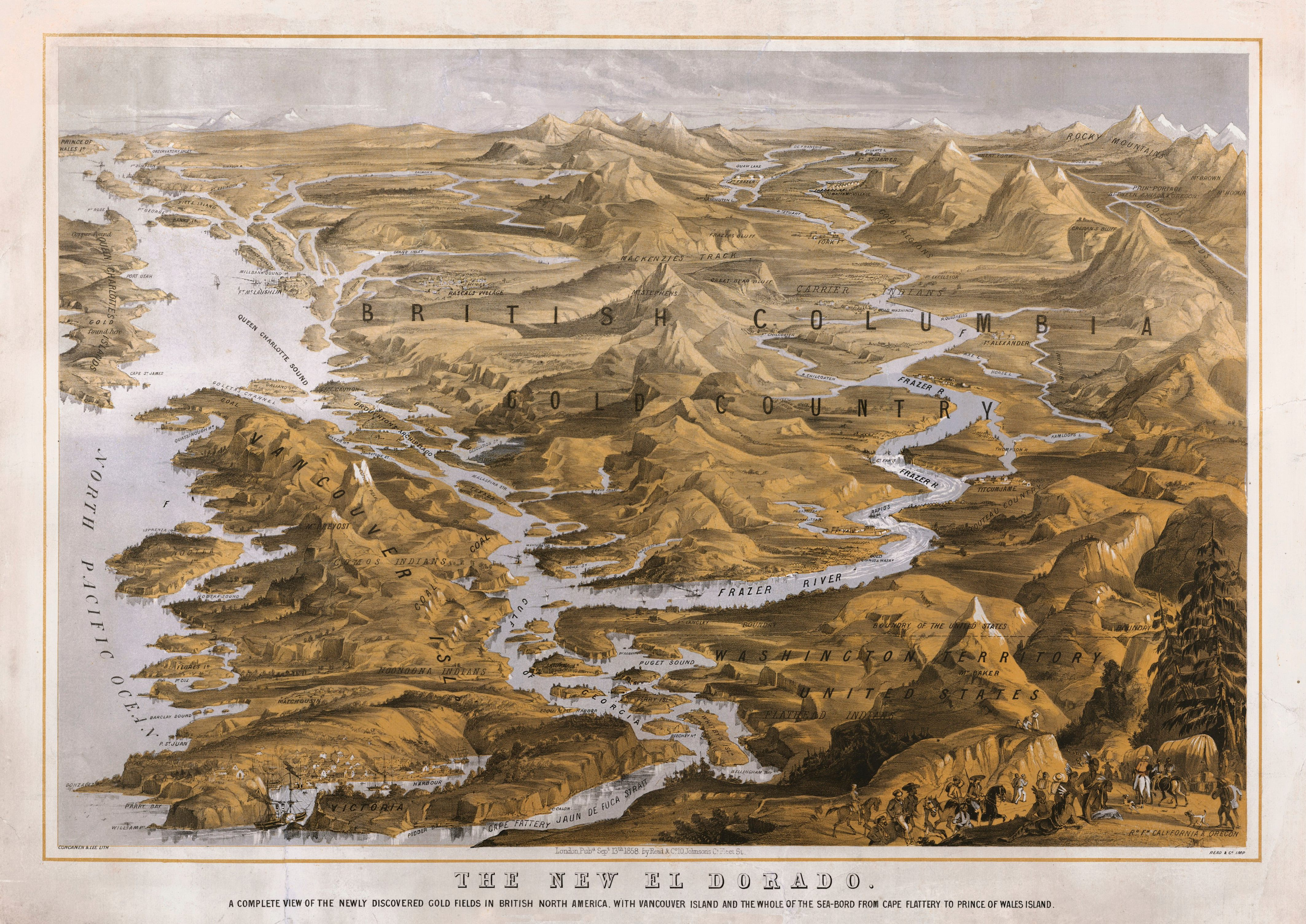
Нове Ельдорадо: «Вид на нововідкриті золоті родовища»

Золота лихоманка каньйону Фрейзер, або золота лихоманка річки Фрейзер — масове неорганізоване видобування золота у каньйоні Фрейзер. Золота лихоманка розпочалася у 1857 р. після того, як на річці Томпсон, за п'ять миль вище від впадання її у річку Фрейзер, у районі поселення Літтон (нині село Літтон) було знайдено золото. Лихоманка охопила територію від околиць нинішніх Гоупа та Йєйла до індіанських резервацій Фонтан і Павільйон та поселення Ліллуєт. Пік припадає на 1858—1859 роки, а 1860-й вважається роком затухання і переміщення лихоманки в район Карібу.

## Коротка історія
«Блискучі камінці» індіанці знаходили у цій місцевості здавна, але не надавали цьому значення, не знаючи їх властивостей і вартості. Більше цінувалася мідь, яка мала більшу твердість, і яку вони застосовували. Із появою європейських поселенців індіанці почали приносити самородки у пункти обміну (найчастіше у форт Камлупс). Так відомості про золото почали поширюватися серед поселенців. До і на початку лихоманки Компанія Гудзонової затоки намагалася приховати відомості про поклади золота, побоюючись, що оприлюднення цієї новини спричинять масовий наплив золотошукачів, і це призведе до занепаду торгівлі хутрами у регіоні, що, врешті-решт і сталося. Агенти компанії намагалися залучити до розвідки покладів і до видобутку золота індіанців, постачаючи їм необхідні пристрої і засоби.
Зазвичай, самородне золото знаходили у нанесеннях річки Фрейзер на річкових островах і банках. У 1857 золото знайшли поблизу Літтона. Брати Мерфі, шукаючи джерело потрапляння золота у річкові нанесення, відшукали за день ходьби від форту Гоуп уверх за течією річки поліметалічну жилу мінералізованого кварцу. Розкопуючи і поглиблюючи шахту, вони добралися до покладів високоякісної срібно-свинцевої руди (галеніту) із вкрапленнями золота та цинку.
Вже наступного року звістка про золото докотилася до Сан-Франциско разом із солідною партією золота, яку на місцевий монетний двір поставив губернатор колонії Острів Ванкувер Джеймс Дуглас. Ця новина, підкріплена таким суттєвим аргументом, розхвилювала Сан-Франциско, поширилася Америкою і світом, що спричинило «демографічний вибух» у поселенні Вікторія, яке налічувало заледве 500 мешканців, а менше, ніж за місяць, кількість прибулих сягнула 30 000. Дуглас розраховував на те, що усі новоприбулі будуть добиратися до покладів золота єдиним маршрутом, який починався від порту Вікторія та проходив долиною Фрейзер, і який назвали «Дорогою Дугласа», а тому їх легко буде реєструвати та контролювати. Однак, багато золотошукачів відкрили для себе інші маршрути до верхньої частини каньйону стежками, що, в основному, проходили по річках:
- Оканоган. Починалася від Форту Ванкувер і йшла до форту Камлупс та індіанського поселення Кайюш (нині резервація Фонтейн), тобто, до золотих полів на річках Томпсон;
- Сімілкамін. Починалася від річки Оканоган і прямувала до Принстона, а далі — до Гоупа (по трасі сучасної Принстонської автотраси)[2], і до Йєйла.
- Вотком. Починалася від затоки П'юджет-Саунд на території США, проходила по річці Чілівак через місцину нинішнього Чілівака і виходила на «Дорогу Дугласа» в районі Гоупа.
- Скеджіт. Примикала до стежини Вотком.

Ці сухопутні маршрути вважалися технічно незаконними, тому що прибулих по них ніхто не контролював.
Серед прибулих у своїй більшості були професіонали, які «залишилися без роботи» по завершенні золотої лихоманки у Каліфорнії. Однак, було багато біженців та злочинних елементів із США, Англії, Франції і, навіть, із Австралії, Азії та Китаю.
Це спричинило адміністративні проблеми та ріст злочинності. Прибулі, керовані жадобою золота, відтісняли корінні народи від озер, річок і струмків, лишаючи їх рибних ресурсів і засобів до існування. Якщо корінні народи висловлювали своє обурення і намагання захистити свої землі та поселення, європейці сприймали ці дії як прояви «войовничої кровожерливості червоношкірих дикунів» та жорстоко їх придушували. Так розпочалась війна у каньйоні Фрейзер. Приводом послужив факт наруги групи золотошукачів-французів над індіанською дівчиною племені Інґклекапме . Їх обезголовлені трупи, що пливли по річці, нажахали Йєйл і всю округу. На час воєнних дій видобуток золота значно зменшився. Канадські регулярні війська участі у конфлікті не брали, однак, золотошукачі та найманці сформували шість добре озброєних військових загонів, які діяли самочинно.
Через віддаленість адміністративного центру колонії та її адміністрації від місця подій з метою більшої оперативності наведення порядку 2 серпня 1858 року була утворена нова окрема колонія Британська Колумбія із столицею у Нью-Вестмінстері, губернатором якої призначили Джеймса Дугласа, і який після призначення був губернатором обох колоній. Він ввів обмеження допуску для прибулих, вимагаючи наявність мінімально необхідного запасу продовольства, засобів для виживання та засобів для добування золота. Окрім цього, він запровадив обмеження і контроль за ввезенням зброї. Однак, ці вимоги контролювалися тільки на «Дорозі Дугласа».
Війна із індіанцями закінчилася переговорами, на яких індіанські вожді, налякані демонстрацією новітньої на той час зброї та погрозами того, що на ці землі прибудуть сотні тисяч «білих», підписали мирний договір, у якому обіцяли не перешкоджати золотошукачам у пошуку та видобутку золота.
Окрім конфліктів із корінними народами, виникали міжнаціональні конфлікти серед золотошукачів, в основному, на расовому ґрунті. До цього ж, незадоволені колоніальними порядками та расовою непримиренністю до «кольорових» американців, які вже на той час вважали себе демократичним суспільством, намагались спровокувати анексію Сполученими Штатами територій розташування золотих родовищ через існуючі на золотих копальнях порядки (а фактично — безпорядки) та корупцію. Щоб запобігти цьому, Джеймс Дуглас прибув до Йєйла у супроводі головного судді колонії, начальника поліції колонії, саперного корпусу та корпусу морської піхоти. Він ввів нові, більш жорсткі та чіткі правила реєстрації ділянок і ведення видобутку та заспокоїв золотошукачів обіцянкою будівництва дороги, уклавши перший у новій колонії контракт на її будівництво, та обіцянкою захисту дороги канадськими військами, хоча війська для цього практично не застосовувалися.

## Наслідки золотої лихоманки
Золота лихоманка та пов'язані з нею події мали як позитивні, так і негативні наслідки.

### Позитивні
- було добуто велику кількість золота, яке стало рушійною силою для розвитку економіки і залучення порівняно величезних для тих часів людських та економічних ресурсів для освоєння краю;
- каталізатор освоєння практично безлюдного краю, появи дорожньої інфраструктури, нових поселень, містечок та міст;
- укріплення позицій Англії у Північній Америці на противагу впливу США.

### Негативні
- лихоманка і пов'язані із нею події призвели до занепаду корінних народів, племен, суспільних груп і родин та суттєвого зменшення їх чисельності, і, навіть і до зникнення декотрих із них;
- тих представників корінних народів, які змогли вижити, було витіснено із звичних ареалів проживання, із рідних земель і поселень, які зайняли прибулі, і було практично загнано у резервації, зазвичай непридатні для їх способу життя і існування;
- такий стан речей створив умови практичної неможливості корінним народам інтегруватися у тогочасне суспільство прибульців;
- сподівання розбагатіти чи покращити свою долю десятків тисяч прибулих, які не добилися успіху, розбилися об труднощі і невдачі, що покалічило їх долі чи, навіть привело до загибелі багатьох з них;
- золота лихоманка також нанесла непоправні збитки природі, природним ресурсам і екологічній ситуації у краї.